# Kamer van volksvertegenwoordigers (samenstelling 2024-2029)
Dit artikel omvat de lijst van leden van de Belgische Kamer van volksvertegenwoordigers van 2024 tot 2029. De 56e legislatuur van de Kamer telt 150 leden volgde uit de verkiezingen van 9 juni 2024.
De legislatuur ging van start op donderdag 4 juli 2024. De openingszitting werd voorgezeten door Daniel Bacquelaine (MR), het parlementslid met de grootste anciënniteit, die in deze taak werd bijgestaan door de twee jongste Kamerleden Britt Huybrechts (Vlaams Belang) en Oskar Seuntjens (Vooruit), die optraden als secretaris.
Het federale kiesstelsel is gebaseerd op algemeen enkelvoudig stemrecht voor alle Belgen van 18 jaar en ouder, volgens een systeem van evenredige vertegenwoordiging op basis van de methode-D'Hondt, gecombineerd met een districtenstelsel en met een kiesdrempel van 5%.

## Achtergrond

### Zetelverdeling
De Kamer van volksvertegenwoordigers telt 150 leden (artikel 63, §1 van de Belgische Grondwet). Het stemmenaantal is een eerste bepalende factor voor de zetelverdeling. Het kiesstelsel en het D'Hondt-kiessysteem zijn een tweede en derde bepalende factor voor de zetelverdeling. Het kiesstelsel voorziet geen verhoudingsgewijze zetelverdeling op basis van de totale stemmenaantal binnen één nationale kiesomschrijving, waarbij elke uitgebrachte stem een gelijke waarde heeft in de bepaling van de zetelsterkte van de deelnemende kieslijsten. Dat gebeurt namelijk via een getrapt systeem van regionale kieskringen of kiesarrondissementen. Die kieskringen krijgen elk een te verdelen aantal zetels toebedeeld, op basis van de bevolkingsomvang. Zo zijn er momenteel 11 kieskringen voor federale parlementsverkiezingen (Kamer van volksvertegenwoordigers). De kiesarrondissementen lopen gelijk met de provinciegrenzen, met aanvulling van het provincieloze kiesarrondissement Brussel-Hoofdstad. Voor de verkiezingen van 2024 is de verdeling als volgt:
- kiesarrondissement Antwerpen: 24 zetels
- kiesarrondissement Oost-Vlaanderen: 20 zetels
- kiesarrondissement Henegouwen: 17 zetels
- kiesarrondissement West-Vlaanderen: 16 zetels
- kiesarrondissement Brussel-Hoofdstad: 16 zetels
- kiesarrondissement Vlaams-Brabant: 15 zetels
- kiesarrondissement Luik: 14 zetels
- kiesarrondissement Limburg: 12 zetels
- kiesarrondissement Namen: 7 zetels
- kiesarrondissement Waals-Brabant: 5 zetels
- kiesarrondissement Luxemburg: 4 zetels

## Samenstelling
De Kamer is politiek ingedeeld in fracties. Een fractie moet minstens uit vijf leden bestaan om erkend te worden.
| Fractie           | Fractie                               | Zetels   |
| ----------------- | ------------------------------------- | -------- |
|                   | N-VA                                  | 23 / 150 |
|                   | Vlaams Belang                         | 20 / 150 |
|                   | MR                                    | 19 / 150 |
|                   | PS                                    | 16 / 150 |
|                   | PVDA/PTB                              | 15 / 150 |
|                   | Les Engagés                           | 14 / 150 |
|                   | Vooruit                               | 13 / 150 |
|                   | cd&v                                  | 11 / 150 |
|                   | Ecolo-Groen                           | 9 / 150  |
|                   | Open Vld                              | 8 / 150  |
| Fractieloze leden |                                       |          |
|                   | DéFI                                  | 1 / 150  |
|                   | Onafhankelijken (Jean-Marie Dedecker) | 1 / 150  |

## Taalgroepen
De Kamer is ook ingedeeld in taalgroepen: een Nederlandse taalgroep met 90 leden en een Franse taalgroep met 60 leden (tegenover respectievelijk 89/88 en 61/62 in de vorige legislatuur). De 16 leden verkozen in de kieskring Brussel-Hoofdstad mogen hun taalaangehorigheid immers kiezen; de overige leden zijn automatisch ingedeeld volgens de taal van de kieskring (respectievelijk 87 leden uit de Vlaamse provincies en 47 leden uit de Waalse provincies). De Nederlandse taalgroep telt naast de 87 verkozenen uit de Vlaamse provincies drie Kamerleden verkozen in de kieskring Brussel-Hoofdstad: Alexia Bertrand (Open Vld), Annik Van den Bosch (PVDA-PTB) en Tinne Van der Straeten (Groen).

## Lijst van volksvertegenwoordigers
| Volksvertegenwoordiger    | Partij        | Kieskring         | Taalgroep  | Opmerkingen |
| ------------------------- | ------------- | ----------------- | ---------- | --- |
| Jeroen Bergers            | N-VA          | Vlaams-Brabant    | Nederlands | Vervangt vanaf 4 februari 2025 Theo Francken, die minister werd in de federale regering-De Wever. Francken was voorzitter van de N-VA-fractie van 11 juli 2024 tot 3 februari 2025.                                                       |
| Peter Buysrogge           | N-VA          | Oost-Vlaanderen   | Nederlands | Voorzitter van de commissie Landsverdediging. |
| Dorien Cuylaerts          | N-VA          | Antwerpen         | Nederlands | |
| Jean-Marie Dedecker       | Onafhankelijk | West-Vlaanderen   | Nederlands | Dedecker werd als onafhankelijke verkozen op de N-VA-lijst, maakte oorspronkelijk deel uit van hun fractie, maar besloot op 2 februari 2025, kort voor het aantreden van de regering, om als onafhankelijke te zetelen.                   |
| Kathleen Depoorter        | N-VA          | Oost-Vlaanderen   | Nederlands | |
| Eva Demesmaeker           | N-VA          | Vlaams-Brabant    | Nederlands | |
| Peter De Roover           | N-VA          | Antwerpen         | Nederlands | Voorzitter van de N-VA-fractie tot 10 juli 2024 en Kamervoorzitter vanaf 10 juli 2024. |
| Maaike De Vreese          | N-VA          | West-Vlaanderen   | Nederlands | |
| Sophie De Wit             | N-VA          | Antwerpen         | Nederlands | |
| Christoph D'Haese         | N-VA          | Oost-Vlaanderen   | Nederlands | |
| Michael Freilich          | N-VA          | Antwerpen         | Nederlands | |
| Frieda Gijbels            | N-VA          | Limburg           | Nederlands | |
| Koen Metsu                | N-VA          | Antwerpen         | Nederlands | |
| Lotte Peeters             | N-VA          | Oost-Vlaanderen   | Nederlands | |
| Wouter Raskin             | N-VA          | Limburg           | Nederlands | |
| Axel Ronse                | N-VA          | West-Vlaanderen   | Nederlands | Vanaf 4 februari 2025 voorzitter van de N-VA-fractie. |
| Darya Safai               | N-VA          | Vlaams-Brabant    | Nederlands | |
| Lieve Truyman             | N-VA          | Oost-Vlaanderen   | Nederlands | Vervangt vanaf 4 februari 2025 Anneleen Van Bossuyt, die minister wordt in de federale regering-De Wever. |
| Steven Vandeput           | N-VA          | Limburg           | Nederlands | Voorzitter van de commissie Financiën en Begroting. |
| Wim Van der Donckt        | N-VA          | Antwerpen         | Nederlands | Vervangt vanaf 5 december 2024 Mireille Colson, die gedeputeerde wordt van de provincie Antwerpen. |
| Katrijn van Riet          | N-VA          | Antwerpen         | Nederlands | Vervangt vanaf 4 februari 2025 Bart De Wever, die minister wordt in de federale regering-De Wever. |
| Kristien Van Vaerenbergh  | N-VA          | Vlaams-Brabant    | Nederlands | |
| Charlotte Verkeyn         | N-VA          | West-Vlaanderen   | Nederlands | |
| Bert Wollants             | N-VA          | Antwerpen         | Nederlands | |
| Katleen Bury              | Vlaams Belang | Vlaams-Brabant    | Nederlands | |
| Ortwin Depoortere         | Vlaams Belang | Oost-Vlaanderen   | Nederlands | Voorzitter van de commissie Binnenlandse Zaken, Veiligheid, Migratie en Bestuurszaken. |
| Marijke Dillen            | Vlaams Belang | Antwerpen         | Nederlands | |
| Britt Huybrechts          | Vlaams Belang | Vlaams-Brabant    | Nederlands | |
| Dieter Keuten             | Vlaams Belang | Limburg           | Nederlands | |
| Kurt Moons                | Vlaams Belang | Vlaams-Brabant    | Nederlands | |
| Barbara Pas               | Vlaams Belang | Oost-Vlaanderen   | Nederlands | Voorzitter van de Vlaams Belang-fractie. |
| Annick Ponthier           | Vlaams Belang | Limburg           | Nederlands | |
| Kurt Ravyts               | Vlaams Belang | West-Vlaanderen   | Nederlands | |
| Ellen Samyn               | Vlaams Belang | Antwerpen         | Nederlands | |
| Werner Somers             | Vlaams Belang | Oost-Vlaanderen   | Nederlands | |
| Dominiek Spinnewyn-Sneppe | Vlaams Belang | West-Vlaanderen   | Nederlands | |
| Frank Troosters           | Vlaams Belang | Limburg           | Nederlands | Voorzitter van de commissie Mobiliteit, Overheidsbedrijven en Federale Instellingen. |
| Francesca Van Belleghem   | Vlaams Belang | Oost-Vlaanderen   | Nederlands | |
| Alexander Van Hoecke      | Vlaams Belang | Oost-Vlaanderen   | Nederlands | |
| Reccino Van Lommel        | Vlaams Belang | Antwerpen         | Nederlands | |
| Sam van Rooy              | Vlaams Belang | Antwerpen         | Nederlands | |
| Kristien Verbelen         | Vlaams Belang | West-Vlaanderen   | Nederlands | |
| Lode Vereeck              | Vlaams Belang | Antwerpen         | Nederlands | |
| Wouter Vermeersch         | Vlaams Belang | West-Vlaanderen   | Nederlands | Ondervoorzitter. |
| Daniel Bacquelaine        | MR            | Luik              | Frans      | |
| Christophe Bombled        | MR            | Namen             | Frans      | Vervangt vanaf 4 februari 2025 David Clarinval, die minister wordt in de federale regering-De Wever |
| Georges-Louis Bouchez     | MR            | Henegouwen        | Frans      | |
| Hervé Cornillie           | MR            | Henegouwen        | Frans      | |
| Charlotte Deborsu         | MR            | Namen             | Frans      | |
| Catherine Delcourt        | MR            | Luik              | Frans      | |
| Michel De Maegd           | MR            | Brussel-Hoofdstad | Frans      | |
| Denis Ducarme             | MR            | Henegouwen        | Frans      | Voorzitter van de commissie Sociale Zaken, Werk en Pensioenen. |
| Anthony Dufrane           | MR            | Henegouwen        | Frans      | |
| Gilles Foret              | MR            | Luik              | Frans      | |
| Philippe Goffin           | MR            | Luik              | Frans      | Voorzitter van de commissie Grondwet en Institutionele Vernieuwing. |
| Youssef Handichi          | MR            | Brussel-Hoofdstad | Frans      | |
| Pierre Jadoul             | MR            | Brussel-Hoofdstad | Frans      | Vervangt vanaf 18 juli 2024 Valérie Glatigny, die minister is geworden in de Franse Gemeenschapsregering. |
| Mathieu Michel            | MR            | Waals-Brabant     | Frans      | |
| Benoît Piedbœuf           | MR            | Luxemburg         | Frans      | Voorzitter van de MR-fractie. |
| Florence Reuter           | MR            | Waals-Brabant     | Frans      | Ondervoorzitter. |
| Vincent Scourneau         | MR            | Waals-Brabant     | Frans      | |
| Julie Taton               | MR            | Henegouwen        | Frans      | |
| Victoria Vandeberg        | MR            | Luik              | Frans      | Vervangt vanaf 4 februari 2025 Mathieu Bihet, die minister wordt in de federale regering-De Wever. Bihet verving op zijn beurt van 18 juli 2024 tot 3 februari 2025 Pierre-Yves Jeholet, die minister was geworden in de Waalse regering. |
| Khalil Aouasti            | PS            | Brussel-Hoofdstad | Frans      | Vervangt vanaf 10 juli 2024 Philippe Close, die verzaakt aan zijn mandaat en verkiest om burgemeester van Brussel te blijven. |
| Hugues Bayet              | PS            | Henegouwen        | Frans      | |
| Ridouane Chahid           | PS            | Brussel-Hoofdstad | Frans      | |
| Philippe Courard          | PS            | Luxemburg         | Frans      | |
| Frédéric Daerden          | PS            | Luik              | Frans      | Ondervoorzitter. |
| Ludivine Dedonder         | PS            | Henegouwen        | Frans      | Voorzitter van de commissie Gezondheid en Gelijke Kansen vanaf 6 februari 2025, een functie die ze eerder uitoefende tot 12 september 2024.                                                                                               |
| Pierre-Yves Dermagne      | PS            | Namen             | Frans      | Voorzitter van de PS-fractie vanaf 3 februari 2025. |
| Caroline Désir            | PS            | Brussel-Hoofdstad | Frans      | |
| Christophe Lacroix        | PS            | Luik              | Frans      | |
| Dimitri Legasse           | PS            | Waals-Brabant     | Frans      | |
| Paul Magnette             | PS            | Henegouwen        | Frans      | |
| Marie Meunier             | PS            | Henegouwen        | Frans      | |
| Lydia Mutyebele Ngoi      | PS            | Brussel-Hoofdstad | Frans      | |
| Patrick Prévot            | PS            | Henegouwen        | Frans      | Voorzitter van de commissie Gezondheid en Gelijke Kansen van 19 september 2024 tot 6 februari 2025. |
| Sophie Thémont            | PS            | Luik              | Frans      | |
| Eric Thiébaut             | PS            | Henegouwen        | Frans      | Voorzitter van de PS-fractie van 10 juli 2024 tot 3 februari 2025. |
| Kemal Bilmez              | PVDA/PTB      | Vlaams-Brabant    | Nederlands | |
| Nabil Boukili             | PVDA/PTB      | Brussel-Hoofdstad | Frans      | Bureaulid. |
| Greet Daems               | PVDA/PTB      | Antwerpen         | Nederlands | |
| Roberto D'Amico           | PVDA/PTB      | Henegouwen        | Frans      | Voorzitter van de commissie Economie, Consumentenbescherming en Digitale Agenda. |
| Kim De Witte              | PVDA/PTB      | Limburg           | Nederlands | |
| Natalie Eggermont         | PVDA/PTB      | West-Vlaanderen   | Nederlands | |
| Raoul Hedebouw            | PVDA/PTB      | Luik              | Frans      | |
| Farah Jacquet             | PVDA/PTB      | Namen             | Frans      | |
| Sofie Merckx              | PVDA/PTB      | Henegouwen        | Frans      | Voorzitter van de PVDA-PTB-fractie. |
| Peter Mertens             | PVDA/PTB      | Antwerpen         | Nederlands | |
| Nadia Moscufo             | PVDA/PTB      | Luik              | Frans      | |
| Julien Ribaudo            | PVDA/PTB      | Brussel-Hoofdstad | Frans      | |
| Robin Tonniau             | PVDA/PTB      | Oost-Vlaanderen   | Nederlands | |
| Annik Van den Bosch       | PVDA/PTB      | Brussel-Hoofdstad | Nederlands | |
| Ayse Yigit                | PVDA/PTB      | Henegouwen        | Frans      | Yigit is een Nederlandstalige uit Limburg, maar behoort als verkozene voor de kieskring Henegouwen automatisch tot de Franse taalgroep.                                                                                                   |
| Simon Dethier             | Les Engagés   | Luik              | Frans      | Vervangt vanaf 4 februari 2025 Vanessa Matz, die minister wordt in de federale regering-De Wever. Matz was voorzitter van de Les Engagésfractie van 10 juli 2024 tot 3 februari 2025.                                                     |
| Xavier Dubois             | Les Engagés   | Waals-Brabant     | Frans      | Vervangt vanaf 18 juli 2024 Yves Coppieters, die minister is geworden in de Waalse regering. Coppieters was bureaulid tot 15 juli 2024.                                                                                                   |
| Luc Frank                 | Les Engagés   | Luik              | Frans      | Luc Frank is een Duitstalige verkozene, maar omdat hij verkozen is voor de kieskring Luik, behoort hij automatisch tot de Franse taalgroep.                                                                                               |
| Jean-François Gatelier    | Les Engagés   | Henegouwen        | Frans      | |
| Isabelle Hansez           | Les Engagés   | Luik              | Frans      | |
| Pierre Kompany            | Les Engagés   | Brussel-Hoofdstad | Frans      | |
| Stéphane Lasseaux         | Les Engagés   | Namen             | Frans      | |
| Marc Lejeune              | Les Engagés   | Namen             | Frans      | Vervangt vanaf 4 februari 2025 Maxime Prévot, die minister wordt in de federale regering-De Wever. |
| Benoît Lutgen             | Les Engagés   | Luxemburg         | Frans      | Bureaulid vanaf 18 juli 2024. |
| Julien Matagne            | Les Engagés   | Henegouwen        | Frans      | Vervangt vanaf 4 februari 2025 Jean-Luc Crucke, die minister wordt in de federale regering-De Wever. Crucke was tot 3 februari 2025 voorzitter van de commissie Justitie.                                                                 |
| Ismaël Nuino              | Les Engagés   | Brussel-Hoofdstad | Frans      | Vervangt vanaf 18 juli 2024 Elisabeth Degryse, die minister is geworden in de Franse Gemeenschapsregering. Nuino is sinds 4 februari 2025 voorzitter van de commissie Justitie.                                                           |
| Anne Pirson               | Les Engagés   | Namen             | Frans      | |
| Carmen Ramlot             | Les Engagés   | Luxemburg         | Frans      | Vervangt vanaf 18 juli 2024 Valérie Lescrenier, die minister is geworden in de Waalse regering. |
| Aurore Tourneur           | Les Engagés   | Henegouwen        | Frans      | Voorzitter van de Les Engagésfractie vanaf 3 februari 2025. |
| Jan Bertels               | Vooruit       | Antwerpen         | Nederlands | Vanaf 8 oktober 2024 bureaulid. |
| Nele Daenen               | Vooruit       | Vlaams-Brabant    | Nederlands | Vervangt vanaf 4 februari 2025 Frank Vandenbroucke, die minister wordt in de federale regering-De Wever. |
| Achraf El Yakhloufi       | Vooruit       | Antwerpen         | Nederlands | Vervangt vanaf 5 december 2024 Jinnih Beels, die gedeputeerde wordt van de provincie Antwerpen. |
| Fatima Lamarti            | Vooruit       | Vlaams-Brabant    | Nederlands | |
| Annick Lambrecht          | Vooruit       | West-Vlaanderen   | Nederlands | |
| Brent Meuleman            | Vooruit       | Oost-Vlaanderen   | Nederlands | |
| Funda Oru                 | Vooruit       | Limburg           | Nederlands | |
| Oskar Seuntjens           | Vooruit       | Antwerpen         | Nederlands | Voorzitter van de commissie Energie, Leefmilieu en Klimaat tot 13 februari 2025 en vanaf 4 februari 2025 voorzitter van de Vooruitfractie.                                                                                                |
| Jeroen Soete              | Vooruit       | West-Vlaanderen   | Nederlands | Vanaf 13 februari 2025 voorzitter van de commissie Energie, Leefmilieu en Klimaat. |
| Niels Tas                 | Vooruit       | Oost-Vlaanderen   | Nederlands | Vervangt vanaf 20 maart 2025 Joris Vandenbroucke, die ontslag nam om zich toe te leggen op de functie van schepen in Gent. Vandenbroucke was voorzitter van de Vooruitfractie tot 4 februari 2025.                                        |
| Anja Vanrobaeys           | Vooruit       | Oost-Vlaanderen   | Nederlands | |
| Axel Weydts               | Vooruit       | West-Vlaanderen   | Nederlands | Vervangt vanaf 3 oktober 2024 Melissa Depraetere, die minister is geworden in de Vlaamse regering. Depraetere was bureaulid tot 30 september 2024.                                                                                        |
| Alain Yzermans            | Vooruit       | Limburg           | Nederlands | |
| Franky Demon              | cd&v          | West-Vlaanderen   | Nederlands | |
| Nawal Farih               | cd&v          | Limburg           | Nederlands | Toegevoegd bureaulid van 18 juli 2024 tot 13 maart 2025 en voorzitter van de CD&V-fractie vanaf 13 maart 2025. |
| Tine Gielis               | cd&v          | Antwerpen         | Nederlands | |
| Leentje Grillaert         | cd&v          | Oost-Vlaanderen   | Nederlands | |
| Nahima Lanjri             | cd&v          | Antwerpen         | Nederlands | Vervangt vanaf 4 februari 2025 Annelies Verlinden, die minister wordt in de federale regering-De Wever. |
| Sammy Mahdi               | cd&v          | Vlaams-Brabant    | Nederlands | |
| Steven Matheï             | cd&v          | Limburg           | Nederlands | |
| Nathalie Muylle           | cd&v          | West-Vlaanderen   | Nederlands | Voorzitter van de cd&v-fractie van 10 juli 2024 tot 13 maart 2025 en toegevoegd bureaulid vanaf 13 maart 2025. |
| Koen Van den Heuvel       | cd&v          | Antwerpen         | Nederlands | |
| Els Van Hoof              | cd&v          | Vlaams-Brabant    | Nederlands | Toegevoegd bureaulid tot 18 juli 2024 en voorzitter van de commissie Buitenlandse Betrekkingen. |
| Phaedra Van Keymolen      | cd&v          | Oost-Vlaanderen   | Nederlands | Vervangt vanaf 4 februari 2025 Vincent Van Peteghem, die minister wordt in de federale regering-De Wever. |
| Staf Aerts                | Groen         | Antwerpen         | Nederlands | |
| Meyrem Almaci             | Groen         | Antwerpen         | Nederlands | |
| Petra De Sutter           | Groen         | Oost-Vlaanderen   | Nederlands | |
| Dieter Van Besien         | Groen         | Vlaams-Brabant    | Nederlands | |
| Matti Vandemaele          | Groen         | West-Vlaanderen   | Nederlands | |
| Tinne Van der Straeten    | Groen         | Brussel-Hoofdstad | Nederlands | Van der Straeten werd verkozen als kandidaat voor Groen op de lijst van Ecolo en behoort tot de Nederlandse taalgroep. |
| Stefaan Van Hecke         | Groen         | Oost-Vlaanderen   | Nederlands | Voorzitter van de Ecolo-Groenfractie vanaf 10 juli 2024. |
| Rajae Maouane             | Ecolo         | Brussel-Hoofdstad | Frans      | |
| Sarah Schlitz             | Ecolo         | Luik              | Frans      | Toegevoegd bureaulid. |
| Alexia Bertrand           | Open Vld      | Brussel-Hoofdstad | Nederlands | Bertrand werd verkozen als kandidaat voor Open Vld op de lijst van MR en behoort tot de Nederlandse taalgroep. Sinds 3 februari 2025 voorzitter van de Open Vld-fractie.                                                                  |
| Steven Coenegrachts       | Open Vld      | Limburg           | Nederlands | |
| Alexander De Croo         | Open Vld      | Oost-Vlaanderen   | Nederlands | |
| Irina De Knop             | Open Vld      | Vlaams-Brabant    | Nederlands | |
| Katja Gabriëls            | Open Vld      | Oost-Vlaanderen   | Nederlands | Voorzitter van de Open Vld-fractie van 10 juli 2024 tot 3 februari 2025. |
| Kjell Vander Elst         | Open Vld      | Vlaams-Brabant    | Nederlands | |
| Vincent Van Quickenborne  | Open Vld      | West-Vlaanderen   | Nederlands | Toegevoegd bureaulid. |
| Paul Van Tigchelt         | Open Vld      | Antwerpen         | Nederlands | |
| François De Smet          | DéFI          | Brussel-Hoofdstad | Frans      | |

## Commissies
Naast de elf vaste commissies werd een onderzoekscommissie opgericht naar mogelijke disfuncties in het strafrechtelijk onderzoek "Operatie Kelk". Voorzitter van de commissie was Mathieu Bihet, die na zijn aanstelling tot minister in de regering-De Wever op 4 februari 2025 werd opgevolgd door Pierre Jadoul.